# Достровский, Исраэль
Достровский Исраэль (29 ноября 1918, Одесса — 28 сентября 2010, Израиль) — израильский физико-химик. Лауреат Премии Израиля (1995).

## Биография
Родился в Одессе в семье врача-дерматолога Арье Достровского и Сони Полякиной. В 1919 году, в возрасте одного года, эмигрировал с семьёй в Эрец-Исраэль на корабле «Руслан».
В 1941 году окончил Лондонский университет по специальности «физическая химия», в период с 1943 по 1948 год преподавал химию в университете Северного Уэльса. В 1948 году вернулся в Израиль. Был приглашён в Институт Вейцмана, где возглавил (до 1965 года) отделение по изучению изотопов. Создал прибор для разделения изотопов.
В 1966 году, в связи с созданием Израильской комиссии по атомной энергии, Достровский был назначен её первым генеральным директором, занимая этот пост до 1971 года. В 1971 году был избран вице-президентом, а в 1973 году — президентом Института имени Вейцмана (занимал эту должность до 1976 года).
Лауреат премии имени Вейцмана (1951), Премии Израиля в области точных наук (1995). Почётный доктор Тель-Авивского университета (с 1973). Член Израильской академии наук (с 1982).